# 松平銑之助

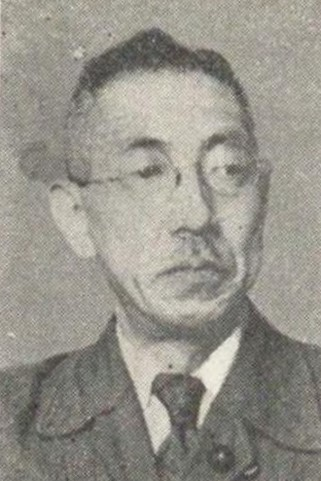
松平銑之助

松平 銑之助（まつだいら せんのすけ、1896年（明治29年）7月9日 - 1978年（昭和53年）12月22日）は、昭和期の官吏、政治家、華族。貴族院子爵議員。

## 経歴
旧小幡藩主家当主、子爵・松平忠恕の八男として生まれる。甥・子爵松平忠相（義兄松平忠禎長男）の死去に伴い家督を継承し、1924年（大正13年）10月15日、子爵を襲爵した。
早稲田大学文科を修了。1926年（大正15年）衆議院兼逓信属に就任。その後、衆議院理事官、昭和食糧顧問などを務めた。
1946年（昭和21年）5月10日、貴族院子爵議員補欠選挙で当選し、研究会に所属して活動し、1947年（昭和21年）5月2日の貴族院廃止まで在任した。
1947年4月、第1回参議院議員通常選挙で群馬県地方区から無所属で立候補したが落選した。

## 親族
- 妻 茂枝（しげえ、根上富五郎長女）[1]
- 長男 忠泰[1]
- 長女 都弥子